# Championnat du monde des nations émergentes de rugby à XIII 2018
Navigation
Édition précédente
Le Championnat du monde des nations émergentes de rugby à XIII 2018 (2018 Emerging Nations World Championship en anglais) est la troisième édition du Championnat du monde des nations émergentes.  Pour cette édition, c'est un tournoi de rugby à XIII, organisé pour les équipes nationales des « Tier Two » et « Tier Three » (sorte de deuxième et troisième divisions des nations au niveau international) qui se dispute au mois d'octobre 2018 en Australie.

## Contexte et format de la compétition
Plusieurs nations qui ne s'étaient pas qualifiées pour la coupe du monde de rugby à XIII de 2017, ou même ne remplissaient pas les conditions pour jouer les éliminatoires, avaient l'intention de disputer une compétition parallèle à la coupe du monde de 2017. Celle-ci aurait été alors disputée à Sydney en Australie. Ce projet échoue cependant à obtenir l'aval de la Rugby League International Federation et donc n'est pas mené à son terme.
Mais le 29 mars 2017, on assiste à un véritable revirement puisque la Fédération internationale annonce que l'Australie sera l'hôte du tournoi en 2018.
En aout 2018, il y une certaine confusion dans la communication des instances internationales sur le format de la compétition ou d'autres organisations comme la Fédération française de rugby à XIII.
Cette dernière annonce ainsi un format assez particulier de trois groupes dont le troisième serait une sorte de groupe auquel viendrait s'ajouter les équipes éliminées des groupes 1 et 2.
Il y a également de la confusion concernant la nature même du tournoi, qui, pour cette édition, pourrait comprendre un tournoi régional parallèle (mettant en jeu des sélections africaines et latino-américaines) et un tournoi Handisport.

## Les équipes
Dix équipes avaient déjà vu leur participation confirmée dès le mois de  mars 2017. D'autres furent également pressenties comme le Canada, l'Inde, la Lettonie, et la Thaïlande, mais n'ont pas été incluses dans le tirage au sort pour des raisons qui n'ont pas encore été officialisées.
Il y a une certaine confusion car au mois de juillet 2018, la presse britannique publie une liste de nations de onze équipes participantes qui semble définitive : les Philippines, le territoire de Hong Kong, le Canada, la Grèce, la Hongrie le Japon, Malte, Niue, les Iles Salomon, la Thaïlande et Vanuatu.
Le même mois, la Fédération française de rugby à XIII annonce sur son site officiel la participation de la Pologne et la Turquie.
En septembre 2018, le nombre de participants semble stabilisé puisque le Canada, l'Inde, la Lettonie et la Thaïlande ne participeront pas au tournoi pour des raisons non-officiellement explicitées.
Il y a donc trois poules.
La poule A comprend Malte, les Philippines et Niue
La poule B est composée de la Hongrie, de la Grèce et de Vanuatu.
Enfin la poule C , la seule poule à cinq équipes, comprend le Japon, les Îles Salomon, le territoire de Hong Kong, la Pologne et la Turquie.

## Lieux
Les vingt-deux matchs seront disputés pendant deux semaines et auront  lieu dans l'Ouest de Sydney, en Nouvelle-Galles du Sud avec des matches joués à  Windsor, St Marys et Cabramatta (banlieue de Sydney).

## Déroulement de la compétition

### Phases de poules
Seules les poules A et B permettent d’accéder aux demi-finales du tournoi principal qui permet de gagner le championnat. Les troisièmes de chaque groupe disputent ensuite les demi-finales du Trophy où ils rejoignent le premier et le deuxième de la poule C.
La poule C, qui comprend cinq équipes qui ne se rencontreront pas toutes, ne donne accès qu'au tournoi secondaire, le Trophy, et aux matchs de classement pour les équipes se classant troisième, quatrième et cinquième de la poule.
Poule A
| \| \| Nation \| v · d · m \| | Joués  | V         | N | D | PM | PE | +/− | Pts |
| ---------------------------- | ------ | --------- | - | - | -- | -- | --- | --- |
| Niue                         | 2      | 2         | 0 | 0 | 50 | 28 | 22  | 4   |
| Malte                        | 2      | 1         | 0 | 1 | 52 | 36 | 16  | 2   |
| Philippines                  | 2      | 0         | 0 | 1 | 10 | 36 | -16 | 0   |
|                              | Nation | v · d · m |   |   |    |    |     |     |

1er octobre 2018 :  Malte 36-10 Philippines
4 octobre 2018 : Malte 16-26 Niue
7 octobre 2018 : Philippines  12-24  Niue
Avant le démarrage de la compétition, Malte, de culture « rugbystique » britannique; et Niue, de culture océanienne sont les favoris de cette poule. Cependant, l'effondrement des maltais face aux grecs lors du match d'éliminatoire de la coupe du monde de 2021 à la mi-septembre 2018, rend difficile les pronostics pour savoir qui de Niue ou de Malte pourrait prendre la tête de la poule. L'inconnu de la poule étant le comportement des Philippins, qui , débutant dans un tournoi international, devraient cependant se limiter à un rôle d'arbitre.
Lors de la première journée, Malte confirme son statut de favori de la poule en disposant des Philippins, sans grande supériorité apparente, mais doit réviser ses ambitions à la baisse à cause de sa défaite face à Niue, lors de la deuxième journée. L'équipe océanienne devrait en fait s'assurer la première place de la poule, sauf contre-performance face aux modestes Philippins.
Poule B
| \| \| Nation \| v · d · m \| | Joués  | V         | N | D | PM | PE | +/− | Pts |
| ---------------------------- | ------ | --------- | - | - | -- | -- | --- | --- |
| Hongrie                      | 2      | 2         | 0 | 0 | 38 | 31 | 7   | 4   |
| Grèce                        | 2      | 1         | 0 | 1 | 56 | 20 | 36  | 2   |
| Vanuatu                      | 2      | 0         | 0 | 1 | 13 | 18 | -5  | 0   |
|                              | Nation | v · d · m |   |   |    |    |     |     |

1er octobre 2018 : Grèce 18-20 Hongrie
4 octobre 2018 : Hongrie 18-13 Vanuatu 
7 octobre 2018 : Grèce  38-00 Vanuatu 
Fort de sa très large victoire face à Malte, quelques semaines auparavant et de  la poursuite de son chemin dans les éliminatoires de la coupe du monde 2021, la Grèce est le favori de la poule avec un Grèce-Vanuatu qui devrait être la finale du groupe. Une surprise de la Hongrie n'est cependant pas à exclure , l'équipe ayant pas mal progressé et pouvant disposer de quelques heritage players jouant en Australie.  Elle sera certainement le trouble fête du groupe.
Le premier match de la poule se révèle disputé avec une équipe de Grèce qui passera une grande partie du match à revenir au score mais sans succès. Cet échec ne l' élimine pas, mais la pousse à vaincre le Vanuatu avec une grande différence de points, non seulement pour rester dans le tournoi principal; mais aussi de manière à s'assurer une demi-finale facile. Néanmoins, la victoire de la Hongrie lors de la deuxième journée, condamne la Grèce à battre Vanuatu pour rester dans le tournoi principal, une équipe de  Vanuatu qui s'est montré particulièrement difficile à battre.
En ne faisant pas de  détail face au  Vanuatu, qu'elle bat largement, la Grèce relance son tournoi en restant dans la compétition.
Poule C
| \| \| Nation \| v · d · m \| | Joués  | V         | N | D | PM  | PE | +/−  | Pts |
| ---------------------------- | ------ | --------- | - | - | --- | -- | ---- | --- |
| Pologne                      | 2      | 0         | 0 | 0 | 120 | 12 | 108  | 4   |
| Turquie                      | 2      | 2         | 0 | 0 | 90  | 22 | 68   | 4   |
| Îles Salomon                 | 2      | 0         | 0 | 1 | 54  | 42 | 12   | 2   |
| Hong Kong                    | 2      | 1         | 0 | 1 | 18  | 94 | -76  | 0   |
| Japon                        | 2      | 0         | 0 | 1 | 6   | 60 | -118 | 0   |
|                              | Nation | v · d · m |   |   |     |    |      |     |

1er octobre 2018 : Îles Salomon  20-32 Turquie
4 octobre 2018 :
- Japon 00-60Turquie
- Hong Kong 06-62 Pologne

7 octobre 2018 :
- Îles Salomon 32-12 Hong Kong
- Japon 6-58 Pologne

Cette poule, destinée à donner du temps de jeu à de nouveaux arrivants sur la scène internationale (Pologne, Turquie et dans une moindre mesure Hong Kong) devrait servir de superbe faire valoir à deux équipes : le Japon (qui participe ici à sa deuxième édition, mais surtout aux Îles Salomon. Les Solies semblent en effet les mieux armés et les plus expérimentés.
En disposant d'une équipe océanienne, les turcs font la meilleure entrée possible dans le tournoi, face à des Solies décevants. Cette bonne impression produite devant les observateurs doit être confirmée contre le Japon, 3 jours plus tard, pour que les turcs espèrent bien figurer dans le tournoi secondaire pour gagner le Trophy, ambition qui n'a rien d'irréaliste au vu de leur performance. L'écrasante victoire de la Turquie face au Japon, lors de la deuxième journée, lui donne dorénavant le rôle de favorite pour remporter le Trophy. Si cette victoire d'un nouveau venu sur la scène internationale peut surprendre, elle s'explique logiquement par la présence au sein de l'effectif turc de joueurs tels que  Emre Guler, Aidan Sezer, Jansin Turgut, qui jouent en NRL, dans l'équipe de Canberra.  Quant à la Pologne, avec des joueurs de la trempe d'Harry Siejka, elle impressionne à l'occasion de son premier match en écrasant Hong Kong et gagne ensuite la première place de la poule en battant aussi facilement le Japon, qui déçoit un peu.

### Phase éliminatoire

#### Tournoi principal: la Coupe (the Cup)- Finale le 13 octobre 15h55 (AEST)
|  | Demi-finales | Demi-finales |      |    | Finale | Finale |
|  | Demi-finales | Demi-finales |      |    | Finale | Finale |
|  |              |              |      |    |        |        |
|  |              |              |      |    |        |        |
|  |              |              |      |    |        |        |
|  | Niue         | 16           |      |    |        |        |
|  | Niue         | 16           |      |    |        |        |
|  | Grèce        | 08           |      |    |        |        |
|  | Grèce        | 08           | Niue | 16 |        |        |
|  |              |              | Niue | 16 |        |        |
|  |              | Malte        | 24   |    |        |        |
|  | Hongrie      | Malte        | 24   | 10 |        |        |
|  | Hongrie      |              |      | 10 |        |        |
|  | Malte        | 20           |      |    |        |        |
|  | Malte        | 20           |      |    |        |        |

##### Match pour la 3ème place
Grèce 26-18 Hongrie

#### Tournoi secondaire: le Trophée (the Trophy)-Finale le 13 octobre 14h00 (AEST)
|  | Demi-finales | Demi-finales |             |    | Finale | Finale |
|  | Demi-finales | Demi-finales |             |    | Finale | Finale |
|  |              |              |             |    |        |        |
|  |              |              |             |    |        |        |
|  |              |              |             |    |        |        |
|  | Philippines  | 29           |             |    |        |        |
|  | Philippines  | 29           |             |    |        |        |
|  | Turquie      | 16           |             |    |        |        |
|  | Turquie      | 16           | Philippines | 10 |        |        |
|  |              |              | Philippines | 10 |        |        |
|  |              | Pologne      | 14          |    |        |        |
|  | Vanuatu      | Pologne      | 14          | 04 |        |        |
|  | Vanuatu      |              |             | 04 |        |        |
|  | Pologne      | 44           |             |    |        |        |
|  | Pologne      | 44           |             |    |        |        |

##### Match pour la 7ème place
Turquie27-26Vanuatu

#### Tournoi tertiaire: le Saladier (the Bowl)- Finale le 13 octobre 15h40 (AEST)
Ce tournoi se déroule sous la forme d'un mini-championnat de trois équipes qui regroupe les équipes classées de la neuvième à la onzième place à l'issue de la phase de poules.
Îles Salomon 44-22 Japon
Hong Kong 30-32 Japon 
Îles Salomon 56-14 Hong Kong
Avec deux victoires, les Îles Salomon signent leur entrée sur la scène internationale en remportant le Bowl.

## Médias
L'intégralité des vingt deux matchs sont retransmis en direct et diffusés en streaming légal et donc accessible dans le monde entier. Par youtube notamment. Le décalage horaire entre Sydney (principal lieu des rencontres) et Paris est de - 8 heures.
La compétition est également couverte par la presse treiziste britannique (Rugby League World et Rugby Leaguer&League Express).
Selon leur pratique habituelle, les médias francophones généralistes ou sportifs ne couvrent pas l'évènement, à l'exclusion notable de Midi Olympique (édition rouge) qui consacre un article au tournoi dans son édition du 15 octobre 2018.

## Tournois parallèles
Pendant le championnat deux autres tournois seront joués. Le premier concerne des sélections régionales (issues d'Amérique latine, d'Afrique, d'Asie et du Moyen-Orient) et le second des équipes handisport.

### Tournoi des sélections régionales

#### Équipes et nations représentées
Pour cette édition, quatre sélections issues de quatre régions du monde, disputent leur propre compétition; Asean Rugby League, Africa United, Latin Heat et·Mediterranean Middle East. Ces sélections ont été mises en place dans le cadre des programmes de développement du rugby à XIII en Amérique latine, en Afrique et en Asie. La sélection méditerranéenne, dont le nom est suffisant « parlant », est composée de joueurs du bassin méditerranéen, mais aussi de joueurs du Moyen- Orient.
| Sélection                 | Nations représentées |
| ------------------------- | --- |
| Asean Rugby League        | Cambodge- Vietnam- Taïwan- Inde- Laos- Vietnam-Thaïlande                                                                       |
| Africa United             | Nigeria- Ghana- Ouganda- Soudan du Sud- Côte d'Ivoire- Mauritanie- République démocratique du Congo- Liberia- Égypte- Cameroun |
| Latin Heat                | Salvador-Argentine-Chili-Brésil- Colombie- Guyana- Pérou-Mexique                                                               |
| Mediterranean Middle East | Croatie- Chypre- Syrie- Afghanistan                                                                                            |

Ce tournoi commence le 7 octobre 2018 avec:
Latin Heat 26-12 Mediterranean Middle East
Africa United 28-20 Asean Rugby League
Puis le 9 octobre 2018, se déroule la deuxième journée.
Africa United 18-35 Mediterranean Middle East
Asean Rugby League 30-20 Latin Heat
La troisième journée se déroule le 11 octobre.
Mediterranean-Middle East 28- 32 Asean Rugby League
Latin Heat 10-48  Africa United

#### Finales
Asean Rugby League 18-14 Latin Heat
Mediterranean Middle East 32-06 Africa United
La sélection Méditerranée Moyen-Orient remporte le tournoi, la sélection asiatique remporte la troisième place.

### Tournoi des sélections handisport
Deux sélections, celle de Nouvelle-Zélande et d'Australie s'affrontent dans une série de trois matchs.
Australie  20-16 Nouvelle-Zélande
Australie  10-16 Nouvelle-Zélande
Australie  14-8 Nouvelle-Zélande
Malgré le sursaut de la Nouvelle-Zélande lors du deuxième test-match, l'Australie remporte le tournoi par deux victoires.

## Bilan du Championnat

### Joueurs en évidence

#### Meilleurs marqueurs d'essais après la deuxième journée[14],[15]
| Rang | Joueur                | Équipe  | Essais |
| ---- | --------------------- | ------- | ------ |
| 1    | Ali Bokeyhan Surer    | Turquie | 4      |
| 2    | Chippie Korostchuk    | Pologne | 3      |
| 3    | Kyle Cassel           | Malte   | 3      |
| 4    | Aiden Solman-Cochrane | Turquie | 2      |
| 4    | Arda Dalcik           | Turquie | 2      |
| 4    | Jansin Turgut         | Turquie | 2      |

#### Meilleurs «scoreurs» après la deuxième journée[15]
| Rang | Joueur             | Équipe  | Points |
| ---- | ------------------ | ------- | ------ |
| 1    | Ali Bokeyhan Surer | Turquie | 36     |
| 2    | Ethan Niszczot     | Pologne | 18     |
| 3    | Nathan Benson      | Malte   | 16     |
| 4    | Jared Farkas       | Hongrie | 12     |
| 5    | Chippie Korostchuk | Pologne | 12     |
| 6    | Kyle Cassel        | Malte   | 12     |

#### Classement final des nations
1. Malte ; 2. Niue ; 3. Grèce ; 4. Hongrie ; 5. Pologne ; 6. Philippines ; 7. Turquie ; 8. Vanuatu ; 9. Salomon ; 10. Japon ; 11. Hong Kong

### Commentaires
Tas Baitieri, ancien sélectionneur de l'équipe de France et membre de la RLIF, donne cet avis sur le tournoi : « Il est encourageant de voir que le rugby à XIII est pratiqué dans de nouveaux pays. La Turquie et la Grèce ont déjà mis en place un championnat domestique. En Turquie, la compétition est composée de quatorze équipes. à l’avenir, des nations comme la Grèce, Malte ou la Turquie auront la possibilité de postuler à la « grande » Coupe du monde 2025 si elles continuent à travailler dans cet état d’esprit. Quant à cette édition 2018, c’est un succès. ».